# Vojislav Vojinović
Veliki knez Vojislav Vojinović bio je sin vojvode Vojina i jedan od najjačih velmoža u Srpskom carstvu. On nije bio oblasni gospodar jer nije istupao samostalno u odnosu na cara Uroša, kao na primer Balšići, već je davao glavnu podršku i zaštitu caru do svoje smrti.
Gospodario je predelima između Drine i Jadranskog mora. Njegova oblast je u najvećem obimu zahvatala teritoriju između Rudnika, Drine, Popovog polja, Dubrovačke republike, Boke i Kosova. Kako je poticao iz uticajne vlasteoske porodice, Vojislav je svoju političku karijeru počeo na dvoru cara Stefana Dušana, pa se tako već oko 1350. godine pominje kao stavilac, a pred kraj Dušanove vladavine je ponio i titulu kneza Za vrijeme vladavine cara Uroša Vojislav postaje najmoćniji velikaš i nosi titulu humskog kneza.

## Poreklo
Vojislav Vojinović je bio član uticajne feudalne porodice. Njegov otac Vojin, rodonačelnik Vojinovića, bio je vojvoda i jedan od najistaknutijih velmoža iz vremena Stefana Dečanskog. Vojislav je imao i dvojicu starije braće, Miloša i Altomana. Među Vojinovićima, Miloš je bio najstariji i već 1333. se pominje kao učesnik u pregovorima kralja Stefana Dušana i dubrovačke opštine, vezanim za ustupanje Stona. Drugi Vojinov sin, Altoman, 1347. godine bio je župan u okolini Dubrovnika. Sve ovo svedoči da su Vojinovići bili ugledna feudalna porodica za vreme vladavine kralja i cara Stefana Dušana.

## Počeci političke karijere i formiranje oblasti
Veliki knez Vojislav Vojinović je svoju političku karijeru počeo na dvoru cara Stefana Dušana, gde se oko 1350. godine pominje kao stavilac. Uporedo sa političkom karijerom on je radio i na formiranju svoje feudalne oblasti. Vojislav je imao svoje vlastelinstvo i za vreme Stefana Dušana, ali se o tome ništa pouzdano ne zna. Postoji pomen u „Diversa cancelarie“ od 14. januara 1345. da se Svinjarevo nalazi u „in terrno Voyslavi Voyinovich“. Međutim, kako ovo mesto nije ubicirano, ostaju nepoznati obim i veličina Vojislavljevog prvobitnog poseda.
Jezgro Vojislavljeve prvobitne oblasti zasigurno predstavlja baština porodice Vojinović. Naime, stavilac Miloš Vojinović, kome je predstojala sjajna karijera na dvoru Stefana Dušana, umro je veoma mlad. Župan Altoman, koji je posle smrti ostavio veliki posed i maloletnog sina Nikolu, poslednji put se pominje 1359. godine. Vojislav je svojoj oblasti pridružio najveći deo, ako ne i sav Altomanov posed. Nakon smrti velikog čelnika Dimitrija 1359. veliki knez je pripojio župu Dabar, Drinu, Gacko i Rudine. Meseca jula 1363. je zamenio svoj grad i župu Brvenik za grad i župu Zvečan kojim je upravljao čelnik Musa, otac Stefana i Lazara Musića, i zet kneza Lazara Hrebeljanovića.

## Rat sa Dubrovačkom republikom i vrhunac Vojislavljeve moći
Političke prilike u susedstvu oblasti Vojislava Vojinovića su se izmijenile kada je početkom 1358. godine, 18. februara, u Zadru sklopljen mir između Mletačke republike i Ugarske. Ovim mirom je Mletačka republika izgnana sa istočne obale Jadranskog mora, a Dubrovnik je postao podanik tada najvećeg neprijatelja srpske države, ugarskog kralja Lajoša I. Ova činjenica dala je formalno-pravni osnov Vojislavu da počne svoj sukob sa Dubrovačkom republikom. Teritorija humskog kneza Vojislava je postala granična oblast, neka vrsta krajine prema Ugarskoj što je Vojislavu dalo još veći uticaj na srpskom dvoru. Celom kopnenom stranom Dubrovačka republika se naslanjala na na posed humskog kneza, što je Dubrovčane stavljalo u težak položaj. Međutim, do rata nije došlo tako brzo. Sitne pogranične čarke i nesporazumi su polovinom 1358. godine izglađeni tako što su Dubrovčani poslali knezu Vojislavu darove u vrednosti od 400 perpera.
Sredinom jula 1359. godine se ugarska vojska povukla sa teritorija Srpske države, a neposredno potom je počeo sukob Vojislava i Dubrovčana. Naime, Vojislav je, kao humski knez, tražio od Republike Sv. Vlaha da mu preda Stonski Rat, jer je Ston bio „sedište humskih kneževa“. U namjeri da umire Vojislava i odgovore ga od rata Dubrovčani su poslali Dživa Pavla Gundulića.  Međutim, ova Gundulićeva misija je bila bez uspeha i očekivao se rat. Dana 3. jula 1362. su Mlečani primili velikog kneza Vojislava u red svojih građana.
Ratovao je u dva maha (1359—60 i 1361—62) protiv Dubrovnika. Mir je sklopljen u Onogoštu avgusta 1362. godine, a car Uroš je potpisao ugovor o miru.
Vojislav Vojinović je umro 23. septembra 1363. godine i na nadgrobnoj ploči je zapisana titula: Meseca septembra 23. dana, prestavi se rab Hrista boga Stefan, a zovom veliki knez Voislav, sve srpske, grčke i pomorske zemlje. Smrću velikog kneza nestala je glavna podrška koju je imao car Uroš od raške vlastele, a nasledila ga je udovica Gojislava sa još nepunoletnim sinovima nije se mogla održati na njegovim zemljama. Istisnuo ju je 1367/68. Vojislavov sinovac župan Nikola Altomanović, kojim se porodica Vojinovića gasi.